# Dexter Lumis
Samuel Shaw, meglio conosciuto con il ring name Dexter Lumis (Jacksonville, 17 gennaio 1984), è un wrestler statunitense sotto contratto con la WWE.

## Carriera

### Circuito indipendente (2007–2012)
Samuel Shaw fa il suo debutto nel mondo del wrestling il 21 settembre 2007, facendo squadra con Tookie Tucker e battendo Marco Cordova e Otis Idol. Shaw perde contro Bruce Santee il 3 agosto 2009 ad un evento della Full Impact Pro. Il 21 agosto 2010, nella Victory Pro Wrestling, ha un match per il VPW New York State Championship, ma perde. Insieme a QT Marshall, perde contro i Briscoe Brothers il 18 maggio.
Il 18 aprile 2009, debutta per la Vintage Pro Wrestling battendo Nooie Lee. Sconfigge poi Glacier diventando il primo Vintage Wrestling Heavyweight Champion, titolo che conquisterà per ben tre volte, perdendolo definitivamente il 6 giugno 2012 contro Francisco Ciatso. Nel suo ultimo match per la federazione, prende parte ad un Fatal 4-Way per il titolo, ma a vincere è Milo Beasley. L'8 agosto 2011, debutta per la Florida Underground Wrestling, vincendo un Triple Treath Match contro Romeo Razel e Sideshow. Lotta contro il FUW Heavyweight Champion Bruce Santee, ma perde. Il 28 giugno 2012, sfida Wes Brisco per il Cuban Heavyweight Title, ma perde. Il 30 giugno, vince contro James Alexander, poi viene chiamato in TNA.

### Total Nonstop Action Wrestling (2012–2015)
Nel 2012 Samuel Shaw partecipa al Gut Check ad Impact. Il suo match non viene disputato, poiché viene attaccato dagli Aces & Eights ma la settimana seguente riesce a lottare e perdere contro Doug Williams. Tuttavia, i giudici rimangono positivamente impressionati e decidono di offrirgli un contratto di sviluppo con la federazione. Ritorna ad Impact il 22 novembre, sconfiggendo un altro vincitore del Gut Check (Alex Silva) ed il 12 gennaio 2013 prende parte ai tapings di X-travaganza, lottando in un 7-Man Xscape match vinto da Christian York. Il 23 maggio, sconfigge Alex Silva, avanzando alla finale delle Bound for Glory Series dedicata ai debuttanti ed in seguito perde contro Jay Bradley a Slammiversary. Nella puntata del 21 novembre di Impact Wrestling (denominata Turning Point), viene mostrato un segmento dove Christy Hemme mostra la casa di Shaw, che ora si fa chiamare Samuel Shaw. Durante il segmento Shaw mostra segni di disturbo ossessivo-compulsivo.
Avendo firmato un contratto di sviluppo, Shaw viene mandato ad allenarsi nella Ohio Valley Wrestling, la federazione palestra della TNA. Debutta il 12 ottobre 2012, formando un Tag Team con Alex Silva. Il 1º dicembre, sconfiggono Jessie Godderz e Rudy Switchblade conquistando gli OVW Southern Tag Team Championship. Dopo aver perso i titoli contro Jason Wayne e Crimson, li riconquistano il 27 febbraio, salvo perderli definitivamente il 3 aprile. Dopo essere stato attaccato dalla Coalition, Shaw ritorna dopo un mese, rivaleggiando con i membri della Coalition come Jason Wayne e Crimson, che riesce a sconfiggere il 18 maggio.

### WWE (2019–2022)

#### NXT(2019–2022)
L'11 febbraio 2019 Shaw firmò con la WWE, venendo mandato al Performance Center per allenarsi. Successivamente, Shaw lottò negli House Show di NXT debuttando il 16 marzo sconfiggendo Fabian Aichner. Nel giugno dello stesso anno, adottò il ringname Dexter Lumis. Il 17 giugno Lumis partecipò all'NXT Breakout Tournament per ottenere un'opportunità titolata all'NXT Championship di Adam Cole ma venne eliminato nel primo turno da Bronson Reed. Dal 25 marzo 2020 vennero mandate in onda delle vignette circa il ritorno di Lumis. Dopo alcune vittorie, Lumis iniziò una faida con l'Undisputed Era. Il 1º luglio, nella puntata speciale NXT The Great American Bash, Lumis sconfisse Roderick Strong in uno Strap match. Nella puntata di NXT del 29 luglio Lumis vinse un Triple Threat match che includeva anche Finn Bálor e Timothy Thatcher, qualificandosi al Ladder match per il vacante NXT North American Championship. Nella puntata di NXT del 14 ottobre Lumis affrontò Damian Priest per l'NXT North American Championship ma, a causa dell'intervento di Cameron Grimes, venne sconfitto. Nella puntata speciale NXT Halloween Havoc del 28 ottobre Lumis sconfisse poi Grimes in un Haunted House of Terror match. Il 6 dicembre, a NXT TakeOver: WarGames, Lumis sconfisse nuovamente Grimes in uno Strap match chiudendo la faida. Successivamente, Lumis iniziò ad interessarsi ad Indi Hartwell, facente parte del The Way. Il 17 agosto, poi, la Hartwell fece una proposta di matrimonio a Lumis, con questi che accettò, sposandosi poi nella puntata speciale NXT 2.0 del 14 settembre (kayfabe) con Lumis che parló per la prima volta confermando la sua volontà di sposarsi dicendo semplicemente "lo voglio". Successivamente, Lumis, su consiglio di Indi, si alleò con Duke Hudson (fidanzato dell'amica di Indi, Persia Pirotta) seppur controvoglia, e i due tentarono di conquistare l'NXT Tag Team Championship contro i Pretty Deadly nella puntata di NXT 2.0 del 19 aprile ma vennero sconfitti.
Il 29 aprile 2022 Lumis venne licenziato dalla WWE.

### National Wrestling Alliance (2022)
L'11 giugno 2022 Shaw ritornò nella National Wrestling Alliance durante l'evento Always Ready partecipando ad un Fatal 4-Way match valevole per il vacante NWA Worlds Heavyweight Championship che comprendeva anche Nick Aldis, Thom Latimer e Trevor Murdoch ma fu quest'ultimo a vincere la contesa e il titolo.

### Ritorno in WWE (2022–presente)

#### Raw(2022–presente)
Fece il suo ritorno in WWE nella puntata di Raw dell'8 agosto 2022 apparendo tra il pubblico durante il No Disqualification match tra AJ Styles e The Miz, in cui dei poliziotti lo arrestarono (kayfabe). In seguito, continuò a perseguitare The Miz, dapprima "rapendolo" nella puntata di Raw del 22 agosto e poi assumendo atteggiamenti da stalker nei suoi riguardi (e in quelli della moglie di quest'ultimo, Maryse). Successivamente, dopo una serie di attacchi a sorpresa, si scoprì tramite Johnny Gargano che Lumis era stato assoldato dallo stesso Miz e, senza venire pagato, voleva vendicarsi (kayfabe); alla fine, Lumis sconfisse The Miz in un Anything Goes match il 28 novembre, a Raw, diventando ufficialmente parte del roster.
Nella puntata di SmackDown del 31 marzo partecipò all'annuale André the Giant Memorial Battle Royal ma venne eliminato da Madcap Moss. Nella puntata di Raw del 15 maggio partecipò ad una battle royal per determinare il nuovo sfidante di Gunther per l'Intercontinental Championship ma venne eliminato da ma.çé e mån.sôör̃.

#### The Wyatt Sicks (2024–presente)
Il 17 giugno 2024 a Raw, dopo oltre un anno di assenza, Lumis fece il suo ritorno come membro della nuova stable guidata da Uncle Howdy denominata The Wyatt Sicks, interpretando il personaggio di Mercy the Buzzard della "Firefly Funhouse" di Bray Wyatt. La stable iniziò una rivalità con gli American Made di Chad Gable. Nella puntata di Raw del 9 settembre vincono il mixed 8 person street fight contro l'intera American Made.

## Personaggio

### Mosse finali
- Come Dexter Lumis
  - Silence (Seated kata gatame)
- Come Sam Shaw
  - Diving leg drop
  - Double knee facebreaker

### Soprannomi
- "The Creepy Bastard"
- "The Stimulus"
- "The Torture Artist"

## Titoli e riconoscimenti
- Full Throttle Pro-Wrestling
  - FTPW Championship (1)
- Ohio Valley Wrestling
  - OVW Southern Tag Team Championship (2) – con Alex Silva
- Pro Wrestling Illustrated
  - 151° tra i 500 migliori wrestler singoli nella PWI 500 (2014)
- Tried N-True Pro
  - TNT Championship (1)
- United States Wrestling Alliance
  - USWA Championship (1)
- Vintage Wrestling
  - Vintage Heavyweight Championship (3)